# 乔·科特里尔
乔·科特里尔（英語：Joe Cottrill，1888年10月14日—1972年10月26日），英国男子田径运动员，主攻长跑项目。他曾代表英国参加1912年夏季奥林匹克运动会田径比赛，获得男子团体3000米铜牌。